# Scoloplos dayi
Scoloplos dayi är en ringmaskart som beskrevs av Hartmann-Schröder 1980. Scoloplos dayi ingår i släktet Scoloplos och familjen Orbiniidae. Inga underarter finns listade i Catalogue of Life.